# Asociación Cívica Guerrerense (ACG)
La Asociación Cívica Guerrerense (ACG) fue una agrupación política que se originó en 1959 como opositora al gobierno del general y gobernador de Guerrero: Raúl Caballero Aburto.

## Historia
El 21 de noviembre de 1959, en la Escuela Primaria Miguel Serrano, ubicada en la calle de Cuba No. 95 de la Ciudad de México-- se dieron cita más de 200 ciudadanos de diferentes partes del estado Guerrero. Uno de los principales móviles fue la cantidad de asesinatos que había superado "en método y número" a los de la época Magandista El 19 de enero de 1963 el grupo saco un manifiesto donde exponían puntos como la lucha histórica del pueblo guerrerense contra el gobierno Priísta, las polémicas relacionadas al proceso electoral, la persecución a miembros del ACG y la descomposición social y política que sufría la región en este punto.

## Composición de la Asociación
El día de la fundación (en noviembre de 1959) por votación económica (es decir, sin un conteo minucioso de los votos) la ACG quedó constituida de la siguiente manera:
- Presidente: Prof. Darío López Carmona (exmiembro del PRI)[5]: 51
- Vicepresidente: Genero Vázquez
- Secretario: Mario González
- Comisión Política: Ing. Olimpo Aura Pineda; Agustín Villavicencio; Lic. Epifanio Chona Gallegos
- Comisión Agraria: Lic. Benjamín Medrano; Florentino Piedra E.; Rodrigo Ayerdi Jacinco.
- Secretaría Obrera: Ángel Vinalay Jiménez
- Secretaría de acción popular: Frucioso Delgado
- Secretaría de acción social y cultural: Jesús Sotelo Alegría
- Secretaría de finanzas: José María Miranda
- Secretaría de asuntos indígenas: Bruno Miranda Bello; Suplente: Lic. Lorenzo Mayo
- Comisión de prensa y propaganda: Blas Vergara, Luis Castañeda y Felipe Ponce
- Comisión de vigilancia: Daniel León Guevara, Herón Vázquez y Abel Solchaga.
- Comisión femenil: Profesora Juventina López, Marina Martínez
- Comisión de acción juvenil: Raúl Márquez, Buenaventura Santana Soto, Ángel Cienfuegos

También se nombraron 11 representantes distritales cuyos nombres no se dieron a conocer por seguridad.
El 25 de julio de 1960 se reestructuró la directiva en Iguala, quedando Genaro Vázquez Rojas como presidente y Antonio Sotelo Pérez como vicepresidente.

## Víctimas
Una de las primeras víctimas de la asociación fue Napoleón Lacunza pasante de leyes quien murió a principios de febrero de 1960 en un presunto accidente, después de que éste hubiera recibido varias amenazas de muerte.: 53  En ese mismo año, se acusó a Francisco "La Guitarra" Bravo, del asesinato a Luis Lara en Zihuatanejo por rehusarse a vender un pedazo de tierra.: 53 Este asesinato desató el descontento popular que derivó en protestas, de las cuales Bravo se defendió diciendo que había actuado en defensa propia pues las propiedades pertenecían a Jorge Olvera Toro.